# Colocasia betulae
Colocasia betulae är en fjärilsart som beskrevs av Lenz 1917. Colocasia betulae ingår i släktet Colocasia och familjen Pantheidae. Inga underarter finns listade i Catalogue of Life.